# Подбородочно-подъязычная мышца
Подбородочно-подъязычная мышца (лат. Musculus geniohyoideus) начинается от подбородочной ости нижней челюсти, идёт вниз и несколько назад, располагается над челюстно-подъязычной мышцей и прикрепляется к передней поверхности тела подъязычной кости.

## Функция
Поднимает кверху подъязычную кость. Когда она фиксирована участвует в опускании нижней челюсти, являясь, таким образом антагонистом жевательных мышц.
Как и другие мышцы расположенные выше подъязычной кости, подбородочно-подъязычная мышца входит в состав сложного аппарата, включающего нижнюю челюсть, подъязычную кость, гортань, трахею и играющего большую роль в акте членораздельной речи.